# Trissexodon constrictus
Trissexodon constrictus is een slakkensoort uit de familie van de Trissexodontidae. De wetenschappelijke naam van de soort is voor het eerst geldig gepubliceerd in 1836 door Boubee.